# Justin Oien
Justin Oien (né le 5 mai 1995 à Escondido en Californie) est un coureur cycliste américain.

## Biographie
Chez les juniors, Justin Oien est notamment quatrième du Tour de l'Abitibi en 2012 puis neuvième en 2013. En 2013, il termine dixième de Paris-Roubaix juniors. 
À l'issue de la saison 2016, il signe un contrat en faveur de l'équipe continentale professionnelle Caja Rural-Seguros RGA.

## Palmarès
- 2012
  - 1re étape de la Tucson Bicycle Classic juniors (contre-la-montre)
- 2013
  - 2e étape de la Valley of the Sun Stage Race juniors
  - Rosena Ranch
  - 2e de la Valley of the Sun Stage Race juniors
- 2016
  - 1re étape de l'Olympia's Tour (contre-la-montre par équipes)
  - 2e du Tour de Murrieta
- 2017
  - 4e étape du Rhône-Alpes Isère Tour

## Classements mondiaux
| Année            | 2014   | 2015 | 2016   | 2017 |
| ---------------- | ------ | ---- | ------ | ---- |
| UCI Europe Tour  | 1 014e |      | 1 424e | 833e |
| UCI America Tour |        |      |        | 434e |